# Saga (salle de cinéma)
Pour les articles homonymes, voir Saga (homonymie).

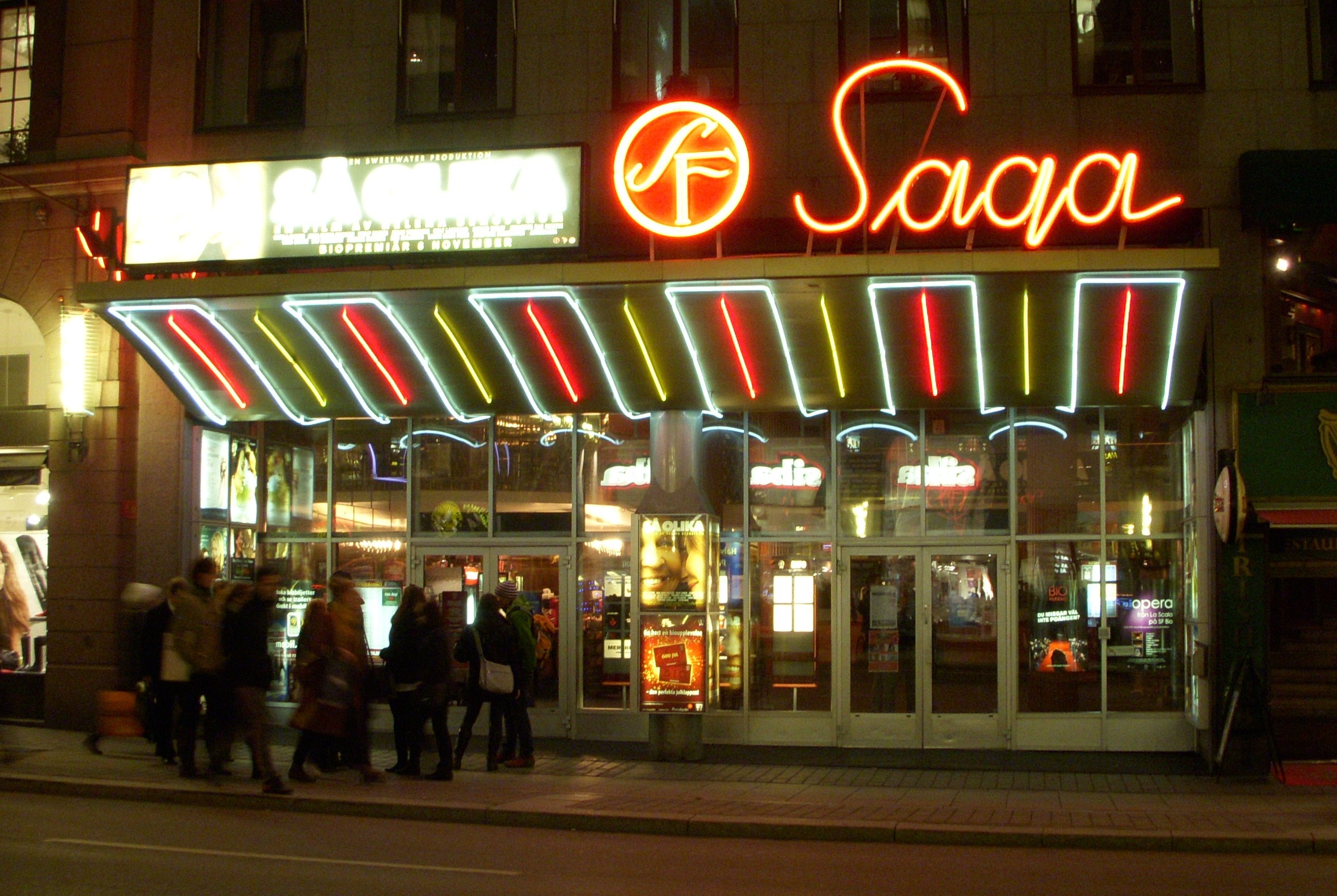
Devanture du Saga (2009).

Le Saga est une salle de cinéma de la chaîne SF Bio située au numéro 24 de la voie publique Kungsgatan, dans la ville de Stockholm, en Suède.

## Intérieur du cinéma

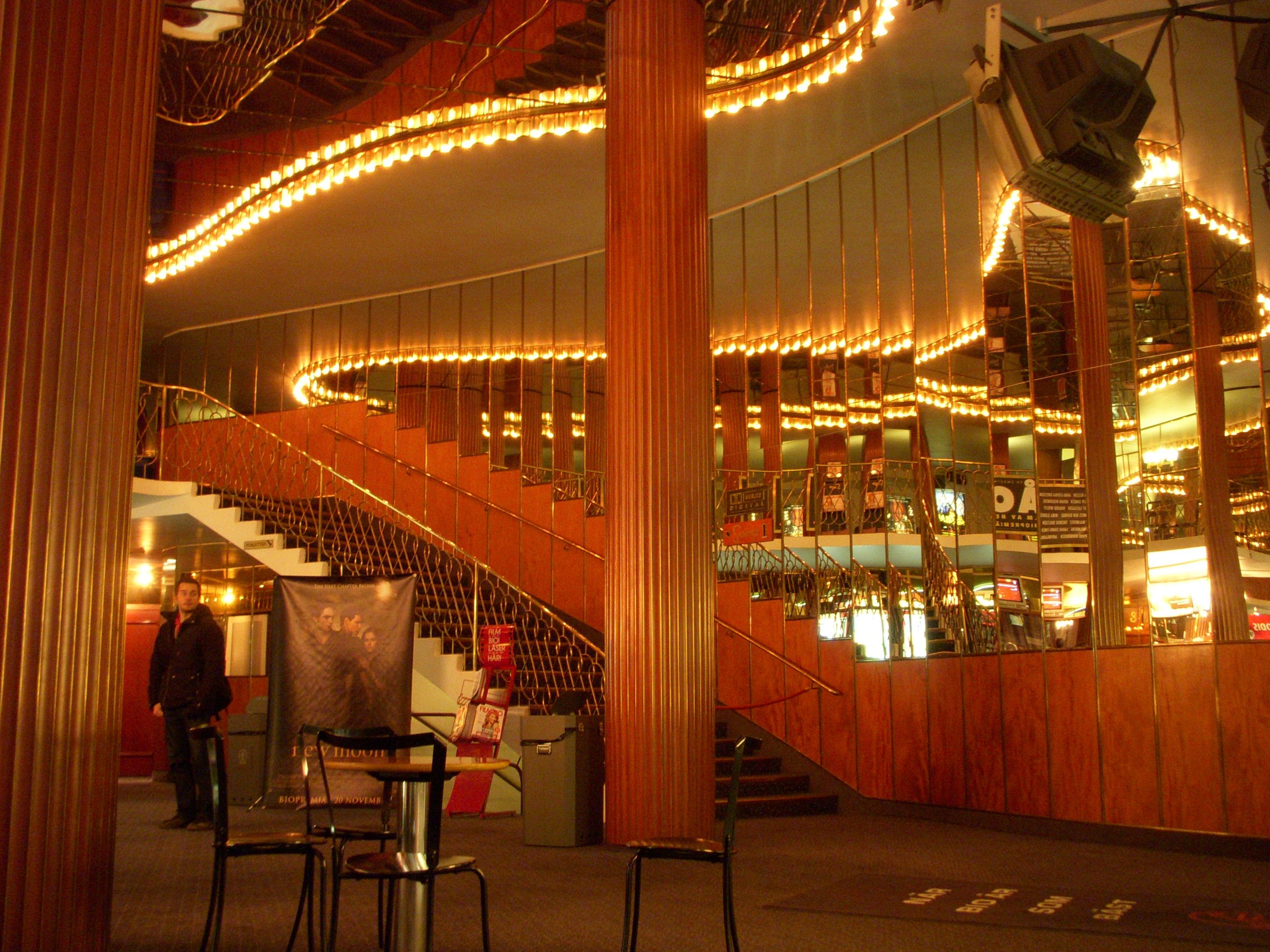
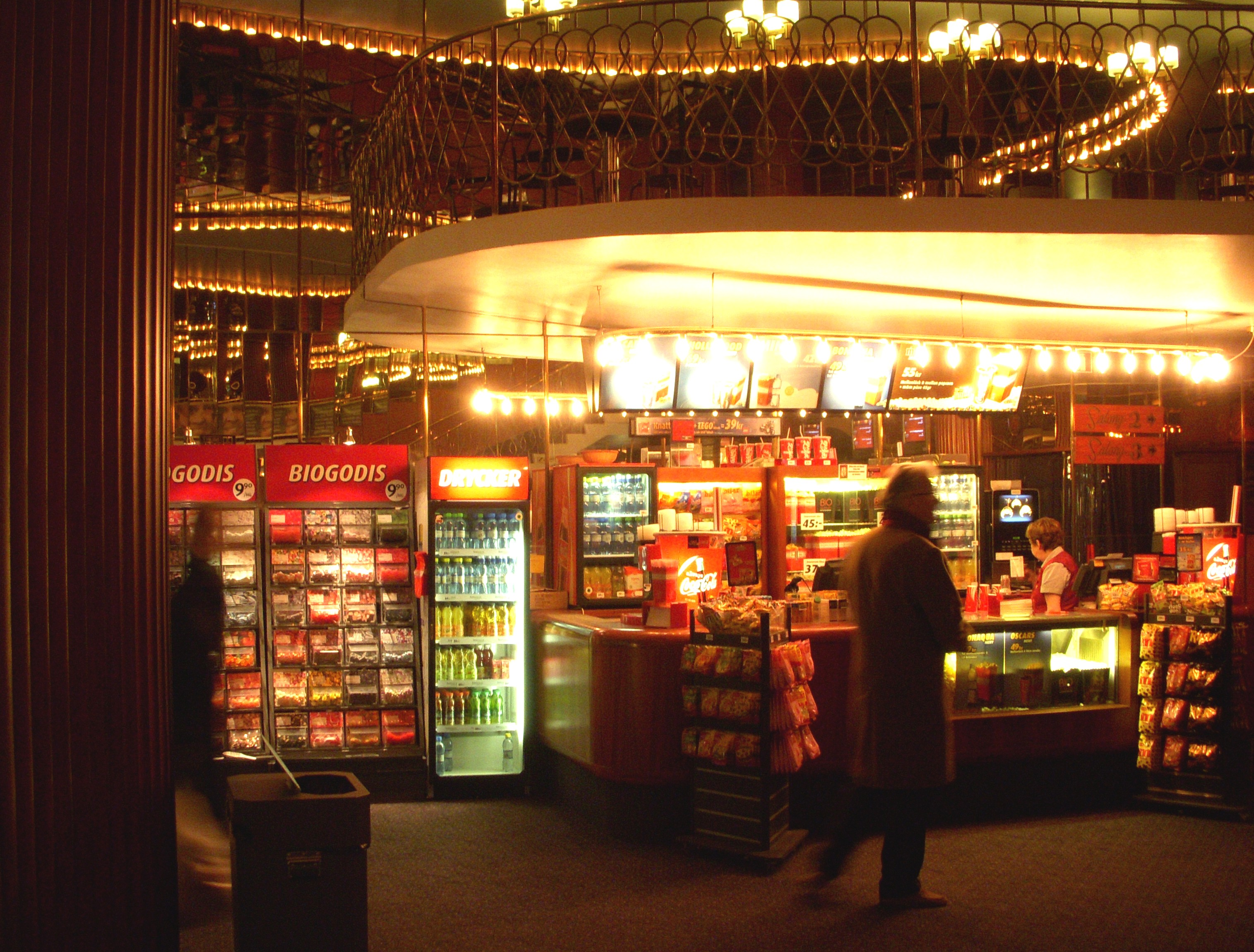
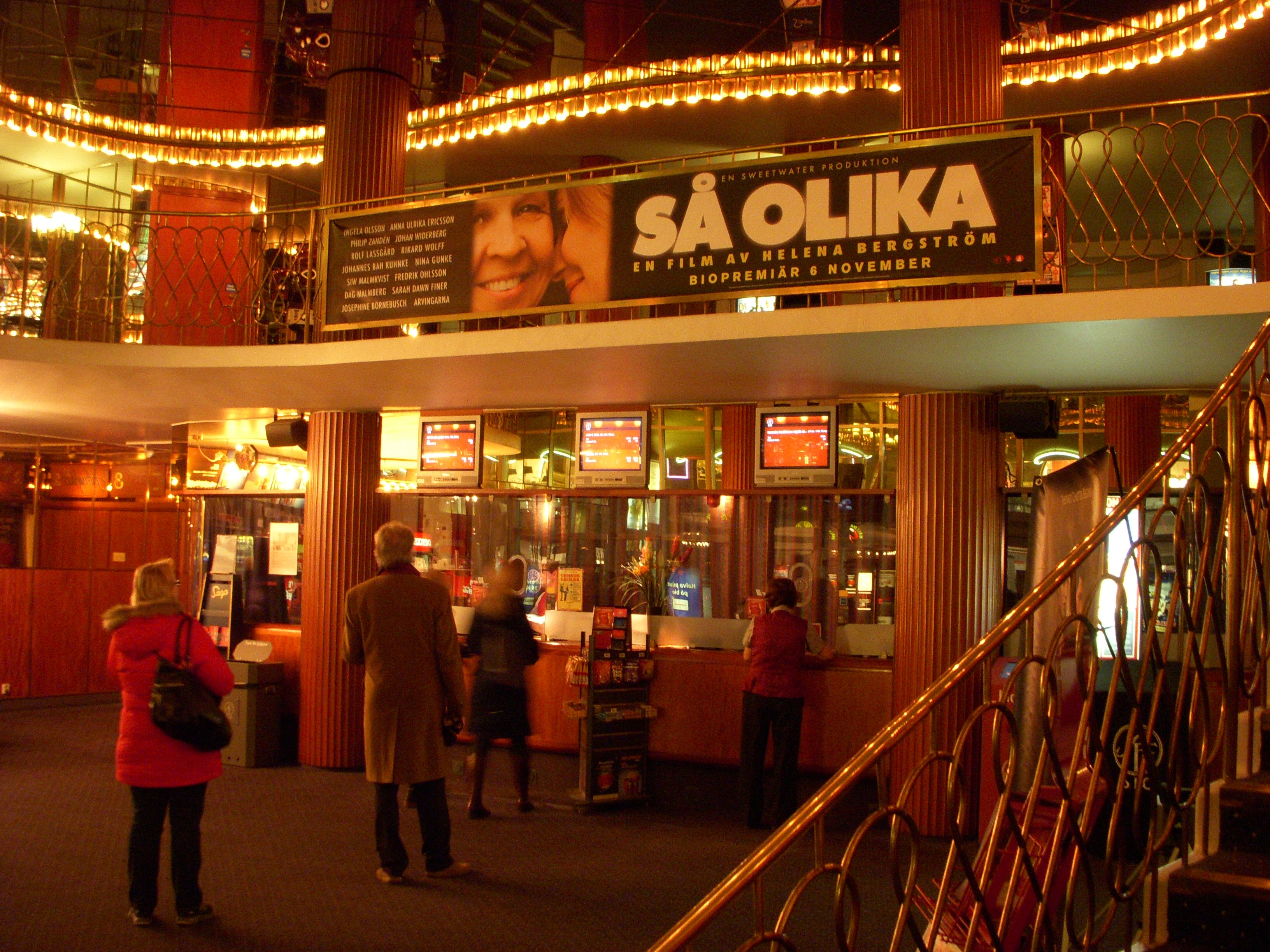